# Chlístov, Rychnov nad Kněžnou
Chlístov là một làng thuộc huyện Rychnov nad Kněžnou, vùng Královéhradecký, Cộng hòa Séc.